# Latex (Film)
Latex ist ein Pornofilm von Michael Ninn mit Star-Besetzung der 1990er Jahre und Nachfolger des Klassikers „Sex“.
Der Film ist Teil der Trilogie „Sex“, „Latex“, „Shock“ des Regisseurs, welche die Pornobranche in den 1990er Jahren nachhaltig beeinflusst hat.

## Handlung
Der Film handelt von Malcolm Stevens (Jon Dough), der geisteskrank ist und in der Heilanstalt Noble Asylum lebt. Tyffany Million spielt die Psychiaterin Dr. Mangrove, die versucht, Malcolms Mysterien zu klären.

## Trivia
- Ein Computerspiel zum Film mit dem Namen „Michael Ninn's Latex: The Game“ wurde 1996 von VCA Interactive für Windows 3.1 und Mac veröffentlicht.[1] Eine deutschsprachige Version mit dem Titel „Latex: Das Cyber-Sex Adventure des 21. Jahrhunderts“ erschien 1998.[2] Das Spiel enthält neben Fetisch-Szenen, welche dem Film entnommen wurden, auch kurze Szenen des Maschinenmenschen aus dem berühmten Science-Fiction-Film „Metropolis“ von Fritz Lang.
- Der Soundtrack des Films, geschrieben von Dino Ninn, wurde 2001 zusammen mit dem Soundtrack zu Shock als Doppel-CD veröffentlicht.[3]
- Der Film belegt, zusammen mit „Shock“, Platz 3 auf der Liste der "101 Greatest Adult Tapes of All Time" von AVN.

## Auszeichnungen
- 1996 AVN Award Best Actor - Video (Jon Dough)
- 1996 AVN Award Best Art Direction - Video
- 1996 AVN Award Best Director - Video (Michael Ninn)
- 1996 AVN Award Best Editing - Video
- 1996 AVN Award Best Music (Dino Ninn)
- 1996 AVN Award Best Renting Tape of the Year
- 1996 AVN Award Best Selling Tape of the Year
- 1996 AVN Award Best Video Feature
- 1996 AVN Award Best Videography (Barry Harley)
- 1996 XRCO Award Best Video